# Cidamón
Cidamón est une commune de la communauté autonome de La Rioja, en Espagne.

## Démographie
| 1900 | 1910 | 1920 | 1930 | 1940 | 1950 | 1960 | 1970 | 1981 |
| ---- | ---- | ---- | ---- | ---- | ---- | ---- | ---- | ---- |
| 172  | 121  | 130  | 95   | 74   | 131  | 159  | 111  | 77   |

| 1991 | 2001 | 2010 | - | - | - | - | - | - |
| ---- | ---- | ---- | - | - | - | - | - | - |
| 89   | 40   | 37   | - | - | - | - | - | - |

## Administration

### Conseil municipal
La ville de Cidamón comptait 25 habitants aux élections municipales du 26 mai 2019. Son conseil municipal (en espagnol : Pleno del Ayuntamiento) se compose donc de 3 élus.
| Parti | Parti                | Voix | %     | Élus  |
| ----- | -------------------- | ---- | ----- | ----- |
|       | Parti populaire (PP) | 21   | 100 % | 3 / 3 |

### Liste des maires
| Mandat    | Maire | Maire                                | Parti |
| --------- | ----- | ------------------------------------ | ----- |
| 1979-1983 |       | Tomás Montenegro Noceda              | PSOE  |
| 1983-1987 |       | ?                                    | PSOE  |
| 1987-1991 |       | Emilio Fernández Calderón            | PSOE  |
| 1991-1995 |       | Rufina Mªde las Nieves Soria Asensio | PP    |
| 1995-1999 |       | Rufina Mªde las Nieves Soria Asensio | PR    |
| 1999-2003 |       | Cecilio Lapeña Ruiz                  | PP    |
| 2003-2007 |       | Joaquin Yusta de la Calle            | PP    |
| 2007-2011 |       | Joaquin Yusta de la Calle            | PP    |
| 2011-2015 |       | Joaquin Yusta de la Calle            | PP    |
| 2015-2019 |       | Joaquin Yusta de la Calle            | PP    |
| 2019-2023 |       | Joaquin Yusta de la Calle            | PP    |